# Megalopyge crispata

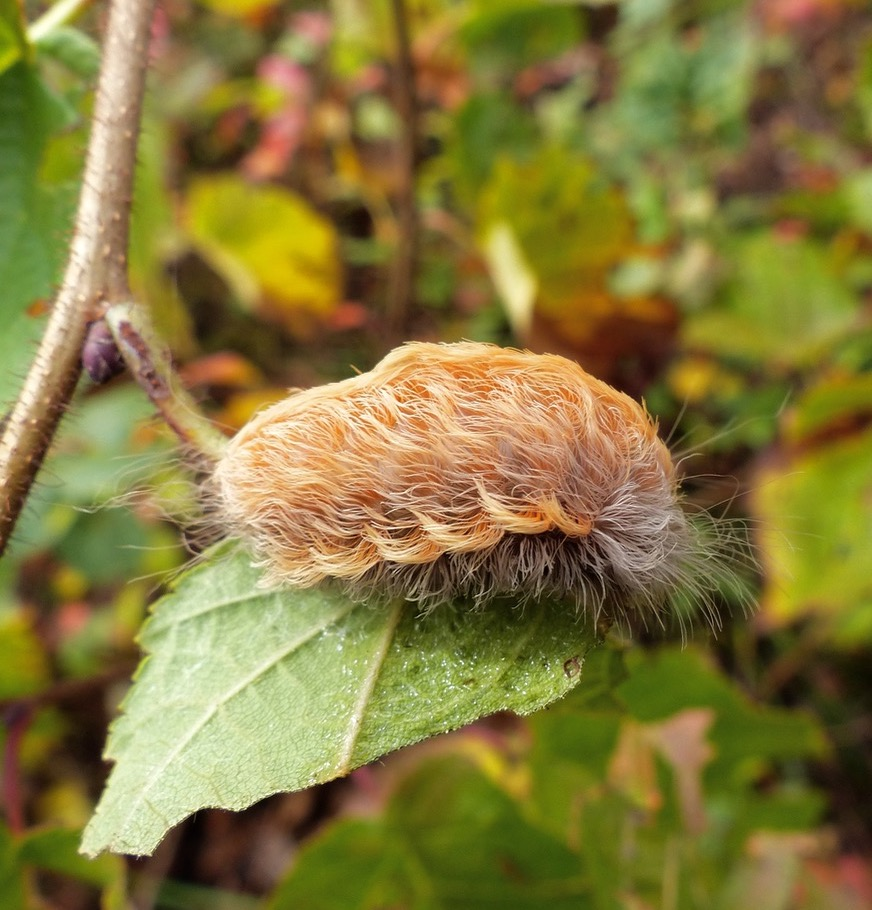
Raupe von Megalopyge crispata

Megalopyge crispata, Trivialnamen englisch white flanell moth, black-waved flannel moth, crinkled flannel moth, ist eine Art der Schmetterlinge aus der Familie Megalopygidae (englisch flanell moths). Verbreitungsgebiet ist das östliche Nordamerika von der Ostküste der Vereinigten Staaten bis ins Landesinnere nach Oklahoma.

## Beschreibung

### Imagines
Die Flügelspannweite beträgt 25–30 mm. Der Falter ist blass strohgelb gefärbt, der gesamte Körper, einschließlich der Flügel, ist lang mit haarförmigen Schuppen bedeckt. Die Haare im vorderen Abschnitt der Vorderflügel sind auffällig wellig strukturiert. Entlang der Vorderkante der Flügel finden sich mehrere, meist drei, wellige schwarze Linien in die helle Grundfärbung eingelagert, dahinter ein brauner Fleck. Wie typisch für die Verwandtschaft, besitzen die Männchen gekämmte, die Weibchen fadenförmige Fühler. Die Falter besitzen einen reduzierten Saugrüssel und nehmen keine Nahrung mehr auf, sie sind nachtaktiv.

### Raupen
Die Raupen erreichen etwas 25 Millimeter Körperlänge. Sie sind, wie typisch für die Familie, asselförmig und lang behaart, der Kopf bei Aufsicht unter dem Rumpf verborgen. Sie besitzen Scheinfüßchen an den Hinterleibssegmenten zwei bis sieben und am zehnten, diese tragen bei der Art am dritten bis sechsten hakenförmige, am zweiten und siebten zapfenförmige Anhänge. Die Raupen besitzen eine doppelte Behaarung: die für die Verwandtschaft typischen Brennhaare sind bedeckt von sehr langen, dichten weichen Haaren (von Frederick W. Stehr „puss type“, d. h. „Kätzchen-Typ“ genannt). die Haare sind bei den ersten Raupenstadien hell gefärbt. Das letzte Raupenstadium ist sehr variabel dunkler, von ockerfarben über grau bis braun behaart, mit abstehenden Haaren, die zum Hinterende hin einen kaum abgesetzten Schwanz ausbilden (dieser ist undeutlicher als bei Megalopyge opercularis). Sie können einfarbig, gelegentlich aber markant zweifarbig sein. Oft tragen sie eine dorsalen Kamm aus dunkleren Haaren. Im Gelände sind sie meist nicht von den Raupen von Megalopyge pixidifera zu unterscheiden.
Die kürzeren, spitzen Brennhaare sitzen auf Tuberkeln, sie sind mit einer Giftdrüse verbunden. Bei Berührung brechen sie und injizieren das Gift in die Haut. Die Giftwirkung ist sofort schmerzhaft, sie verursacht eine rote Schwellung (Ödem), das sich später zu einer Läsion, umgeben von einem geröteten Hof entwickeln kann. Im Inneren ist ein gitterartiges Muster erkennbar, das auf die einzelnen Brennhaar-Einstiche zurückgeht. Selten kommt es zu Fieber, Kopfschmerzen und Übelkeit. Wenn die Brennhaare ins Auge gelangen, kann dies zu einer Entzündung führen. Die Giftwirkung von Megalopyge crispata soll allerdings deutlich schwächer als diejenige der ähnlichen, mehr südlich verbreiteten Megalopyge opercularis sein.

## Biologie und Lebensweise
Weibchen legen ihre Eier in kleinen gereihten Gelegen im Juni bis Juli auf der Nahrungspflanze ab, die mit Haaren bedeckt werden. Die jungen Raupen bilden Ansammlungen, später vereinzeln sie sich. Es werden sechs, regional möglicherweise sieben Raupenstadien angenommen. Die Raupen fressen von Anfang Juni bis Mitte Oktober, die verpuppungsbereiten Altraupen verlassen danach die Pflanze und überwintern im Boden in einem selbst gesponnenem Kokon. Es gibt eine Generation im Jahr, im Süden vermutlich zwei Generationen. Die Raupen fressen an einer Vielzahl von Laubbaum- und Straucharten, oft an Eichen. Sie kommen sowohl in Wäldern wie in offenen Gehölzen vor. Oft sind die Raupen auch an verstreuten jungen Kirschbäumchen zu finden. Sie fressen die Laubblätter, auf deren Unterseite sitzend.

## Verbreitung
Die Art lebt im Osten der USA, entlang der Küste, von Neuengland (Maine) südlich vereinzelt bis Florida und Louisiana. Im Westen werden Kentucky und Missouri, im Nordwesten Ohio und Illinois erreicht. Ein kleines Vorkommen in Oklahoma liegt außerhalb des normalen Verbreitungsgebiets.

## Taxonomie und Systematik
Die Art wurde erstbeschrieben als Lagoa crispata Packard, 1864. Ein Synonym ist Lagoa grisea Barnes & McDunnough, 1910.